# Vivian (Virginia Occidental)
Vivian es un lugar designado por el censo ubicado en el condado de McDowell en el estado estadounidense de Virginia Occidental. En el Censo de 2010 tenía una población de 82 habitantes y una densidad poblacional de 87,22 personas por km².

## Geografía
Vivían se encuentra ubicado en las coordenadas 37°25′2″N 81°29′32″O / 37.41722, -81.49222. Según la Oficina del Censo de los Estados Unidos, Vivían tiene una superficie total de 0.94 km², de la cual 0.94 km² corresponden a tierra firme y (0%) 0 km² es agua.

## Demografía
Según el censo de 2010, había 82 personas residiendo en Vivían. La densidad de población era de 87,22 hab./km². De los 82 habitantes, Vivían estaba compuesto por el 95.12% blancos, el 3.66% eran afroamericanos, el 0% eran amerindios, el 0% eran asiáticos, el 0% eran isleños del Pacífico, el 1.22% eran de otras razas y el 0% pertenecían a dos o más razas. Del total de la población el 1.22% eran hispanos o latinos de cualquier raza.